# 雷尔维涅
雷尔维涅（法語：Reyrevignes，法語發音：[ʁɛʁviɲ]）是法国洛特省的一个市镇，位于该省东部，属于菲雅克区。

## 地理
雷尔维涅（44°39'17"N, 1°54'54"E）面积12.44 平方千米，位于法国奧克西塔尼大區洛特省，该省份为法国西南部内陆省份，北起顺时针与科雷兹省、康塔爾省、阿韦龙省、塔恩-加龙省、洛特-加龍省和多尔多涅省接壤。
与雷尔维涅接壤的市镇（或旧市镇、城区）包括：阿西耶、康布、科恩、丰镇、伊塞普特、利韦农。

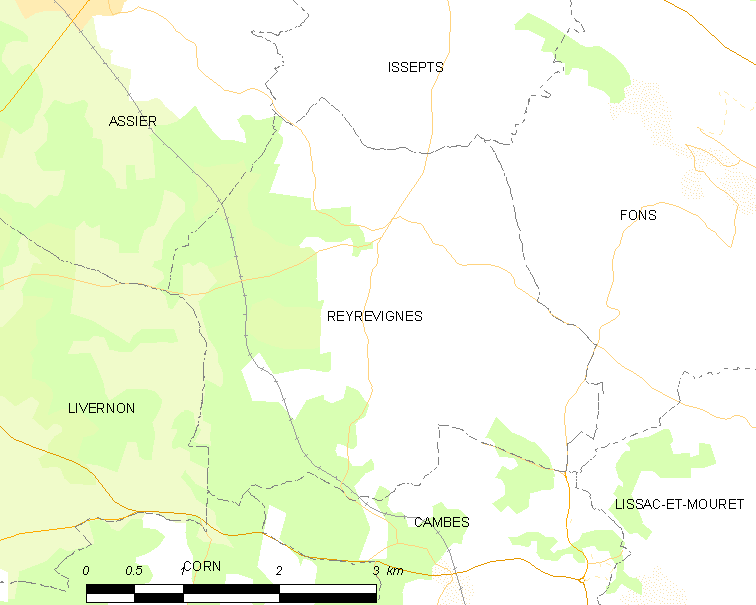
雷尔维涅的OSM定位图

雷尔维涅的时区为UTC+01:00、UTC+02:00（夏令时）。

## 行政
雷尔维涅的邮政编码为46320，INSEE市镇编码为46237。

## 政治
雷尔维涅所属的省级选区为拉卡佩勒马里瓦勒县。

## 人口

1962-2008年间雷尔维涅人口变化图示

雷尔维涅于2022年1月1日时的人口数量为366人。